# Jean-Gabriel du Chasteler
Pour les articles homonymes, voir Chasteler et Courcelles.
Le marquis Jean-Gabriel Joseph Albert du Chasteler de Courcelles, né le 22 janvier 1763 au château de Moulbaix, dans les Pays-Bas méridionaux (aujourd'hui en Belgique) et mort le 7 mai 1825 à Venise, était un général de l'armée impériale du Saint-Empire romain germanique.

## Biographie

Tombe du marquis du Chasteler dans la Basilique de San Zanipolo.

### Origines
Il est le fils de François Gabriel Joseph, marquis du Chasteler et de Courcelles (1744 - 1789), gouverneur de Binche et membre de l’Académie impériale et royale des Sciences et Belles-Lettres de Bruxelles (en) (dont il devient directeur en 1788), et de sa première épouse Albertine Joseph Dorothée de Thurheim.

### Carrière militaire
Après des études au lycée de la forteresse de Metz, il commence une carrière militaire en 1776, comme élève-officier au régiment d'infanterie Prince Charles de Lorraine Nr 3. En 1778, il entre à l'académie de génie militaire de Vienne. Il est nommé sous-lieutenant en 1780, et capitaine en 1785, dans le corps du génie de l'armée impériale.
Sous le maréchal Ernst Gideon von Laudon, il participe aux guerres contre l’Empire ottoman .
Durant le blocus de Mayence contre les forces de la République française, pendant la guerre de la Première Coalition, il commande l’avant-garde coalisée sous le général Clerfayt. Pendant les 13 mois du siège (1794-95), il contribue avec beaucoup de mérite à la défense de la forteresse de Mayence. Promu colonel d'état-major en 1795, il prend une part très active à la levée du blocus.
Au début de la guerre de la Cinquième Coalition, le Conseil aulique nomma Chasteler à la tête du VIIIe corps d’armée de l’Autriche intérieure de l’archiduc Jean. Immédiatement, il est détaché avec 10 000 soldats et envoyé aider à la révolte dans le Tyrol. Le 13 mai 1809, il est sévèrement battu à la bataille de Wörgll par le VIIe corps bavarois de Lefebvre. Après la paix, il fut nommé commandant militaire de la Silésie autrichienne.
Après la création du royaume de Lombardie-Vénétie en 1815, il est nommé commandant de Venise et le reste jusqu'à sa mort.
Il est enterré dans la basilique de San Zanipolo à Venise.
Il maîtrisait douze langues.